# Cinema Verite
Cinema Verite è un film per la televisione del 2011 diretto da Shari Springer Berman e Robert Pulcini, prodotto dal canale cavo statunitense HBO.
Interpretato da Diane Lane, Tim Robbins e James Gandolfini, il film TV racconta la produzione di An American Family, una serie di documentari che segue le vicende della famiglia Loud, mandati in onda nel 1973 dal canale PBS e considerati uno dei primi esempi di reality televisivo.

## Trama
Santa Barbara, 1971. Il produttore Craig Gilbert discute con Pat Loud sull'idea di una serie di documentari che riprenderebbero la vita quotidiana della sua famiglia. Dopo aver considerato la proposta, Pat accetta. Le riprese iniziano nel periodo in cui suo figlio Lance si trasferisce a New York e suo marito Bill viaggia spesso per lavoro, lasciando Pat sola a prendersi cura dei loro cinque figli.
I Loud iniziano la loro nuova vita ripresi dalle telecamere, e con il tempo i rapporti tra Pat e Bill si incrinano, a causa del tempo passato lontani e per lo stress della costante presenza della troupe televisiva. Gilbert, per dare più patos alle vicende della famiglia, non esita ad informare Pat sui possibili tradimenti di suo marito. Per questo Gilbert si scontra con Alan e Susan, i cameraman che riprendono i Loud, che non approvano la sua condotta poco etica.
Dopo essere entrata in possesso delle chiavi dell'ufficio di Bill, Pat scopre tra i suoi documenti le prove che confermano i tradimenti di suo marito. Arrabbiata, Pat decide di divorziare e dice a Gilbert che vuole le telecamere per umiliare pubblicamente suo marito. In seguito ci ripensa e incarica uno dei suoi figli di raccontare al padre gli ultimi avvenimenti, al fine di rendere meno amara la separazione. Ma il figlio non trova il coraggio di raccontare tutto al padre, così Pat si vede costretta, suo malgrado, a cacciare di casa il marito sotto l'occhio delle telecamere.
Un anno dopo, An American Family viene trasmesso in televisione con indici di ascolto molto alti ma anche con molte critiche ai singoli membri della famiglia; Pat viene dipinta come una donna dedita all'alcol e Lance viene attaccato per la sua omosessualità. La famiglia si compatta per partecipare a numerosi talk show e combattere assieme tutte le critiche.
Nei titoli di coda viene raccontato cosa è successo ad ogni membro della famiglia, dopo la messa in onda di An American Family.

## Riconoscimenti
Il film ha ottenuto nove candidature ai premi Emmy 2011, vincendo un premio tecnico per il miglior montaggio video per una miniserie o film single-camera. Ha ottenuto tre candidature ai Golden Globe 2012, nelle categorie miglior miniserie o film TV, miglior attrice in una miniserie o film TV a Diane Lane e miglior attore non protagonista in una serie, miniserie o film TV a Tim Robbins. La Lane ha inoltre ottenuto una candidatura come migliore attrice ai Satellite Awards e agli Screen Actors Guild Awards 2012.
Seltzer ha vinto un Writers Guild of America Award per la miglior sceneggiatura originale per una miniserie o film TV.